# Atilio Ancheta
Atílio Genaro Ancheta Weiguel (Florida, 19 de julho de 1948) é um ex-futebolista e treinador de futebol uruguaio.

## Carreira

### Clubes
No Nacional de Montevideo, onde iniciou sua carreira profissional, conquistou três títulos uruguaios, a Taça Libertadores e o Mundial Interclubes de 1971 antes de ir para o Grêmio.
Obteve grande sucesso defendendo o tricolor gaúcho, de 1971 até 1979, sendo duas vezes campeão gaúcho, em 1977 e 1979. Foi o primeiro jogador do futebol gaúcho a conquistar a Bola de Ouro.
Já em final de carreira, jogou pelo Millionarios da Colômbia, e acabou voltando ao Nacional em 1981 para se aposentar.

## Seleção
Ancheta foi eleito um dos melhores zagueiros da Copa de 1970, copa em que a seleção celeste conquistou o quarto lugar, sendo eliminada pela seleção brasileira nas semifinais. O lance que marcou a história de Ancheta no futebol na mesma copa, no jogo de Uruguai x Brasil, Pelé dribla o goleiro e chuta, Ancheta passa correndo na frente do gol impedindo que a bola entre e Pelé não faz o gol. Famoso lance conhecido por ‘o gol que Pelé não fez’.

## Aposentadoria e Treinador
Aposentado, passou a residir em Santo Antônio da Patrulha. Montou uma escolinha de futebol, e também passou a dedicar-se à música, como o bolero.
Como treinador foi campeão catarinense com profissionais e gaúcho com categorias de base.
Em 2008, recomeçou sua carreira de treinador, quando foi contratado para treinar o Esporte Clube Passo Fundo, na disputa da Campeonato Gaúcho de Futebol - Série A2, mas foi demitido após quatro jogos e nenhuma vitória.
Em 2022, ele participou da 2ª temporada do The Voice + Pelo Time Fafá

## Títulos
Nacional
- Campeonato Uruguaio: 1969, 1970, 1971
- Copa Libertadores da América: 1971

Grêmio
- Campeonato Gaúcho: 1977, 1979

### Prêmios Individuais
- Bola de Prata (Placar): 1973